# Alan Paul
Alan Paul (Newark, 23 novembre 1949) è un cantante, compositore e arrangiatore statunitense, componente del gruppo vocale The Manhattan Transfer.

## Biografia
Alan Paul iniziò giovanissimo la sua carriera nei musical di Broadway. Dopo aver vinto un concorso per giovani talenti nella sua città natale, a 12 anni fece parte del cast della versione statunitense di Oliver! di Lionel Bart. Poi ricoprì il ruolo di uno dei figli del re nella commedia musicale The King and I ed ebbe un piccolo ruolo nel film di Sidney Lumet L'uomo del banco dei pegni.
Dopo le scuole superiori, Paul si diplomò in educazione musicale al Newark State College.
Nel 1972 Alan Paul fece parte del cast originale del musical Grease, nel quale interpretò prima il ruolo di Teen Angel cantando Beauty School Dropout  e poi quello più importante del rocker Johnny Casino cantando Born to Hand Jive.
Nell'autunno dello stesso anno incontrò Tim Hauser, Janis Siegel e Laurel Massé che erano alla ricerca di una voce da tenore per completare il loro gruppo vocale. Il 1º ottobre nacque così la seconda incarnazione dei Manhattan Transfer. A Paul furono spesso affidate parti soliste in brani di sapore doo-wop o che riecheggiavano le atmosfere del rock and roll degli anni cinquanta riprendendo il personaggio che aveva interpretato in Grease. La sua prestanza fisica gli permise inoltre di interpretare spesso la figura del fascinoso crooner o del cantante melodico nelle rivisitazioni art decò che resero famoso il gruppo.
Negli anni Alan Paul divenne anche compositore e arrangiatore e alcune sue canzoni entrarono nel repertorio dei Manhattan Transfer. Suo è ad esempio il testo di Twilight Zone-Twilight Tone, canzone lanciata come singolo nel 1979.
Alan Paul, dopo una trentennale carriera con i Manhattan Transfer, ha realizzato il suo primo disco solista nel 2003, Another Place and Time, dedicato ai crooner degli anni cinquanta.

## Discografia
- 2003 – Another Place and Time, CD, Peer-Southern Productions